# اس‌بی‌ای ایرلاینز
اس‌بی‌ای ایرلاینز (به انگلیسی: SBA Airlines) یک شرکت هواپیمایی با کد یاتا S3 است که در ۱ نوامبر ۱۹۹۵ میلادی تأسیس شده‌است. دفتر مرکزی اس‌بی‌ای ایرلاینز در کاراکاس، ونزوئلا واقع شده‌است و قطب این شرکت هواپیمایی در فرودگاه بین‌المللی سیمون بولیوار قرار دارد و به ۴ مقصد، پرواز انجام می‌دهد.